# Michael Bonefeld

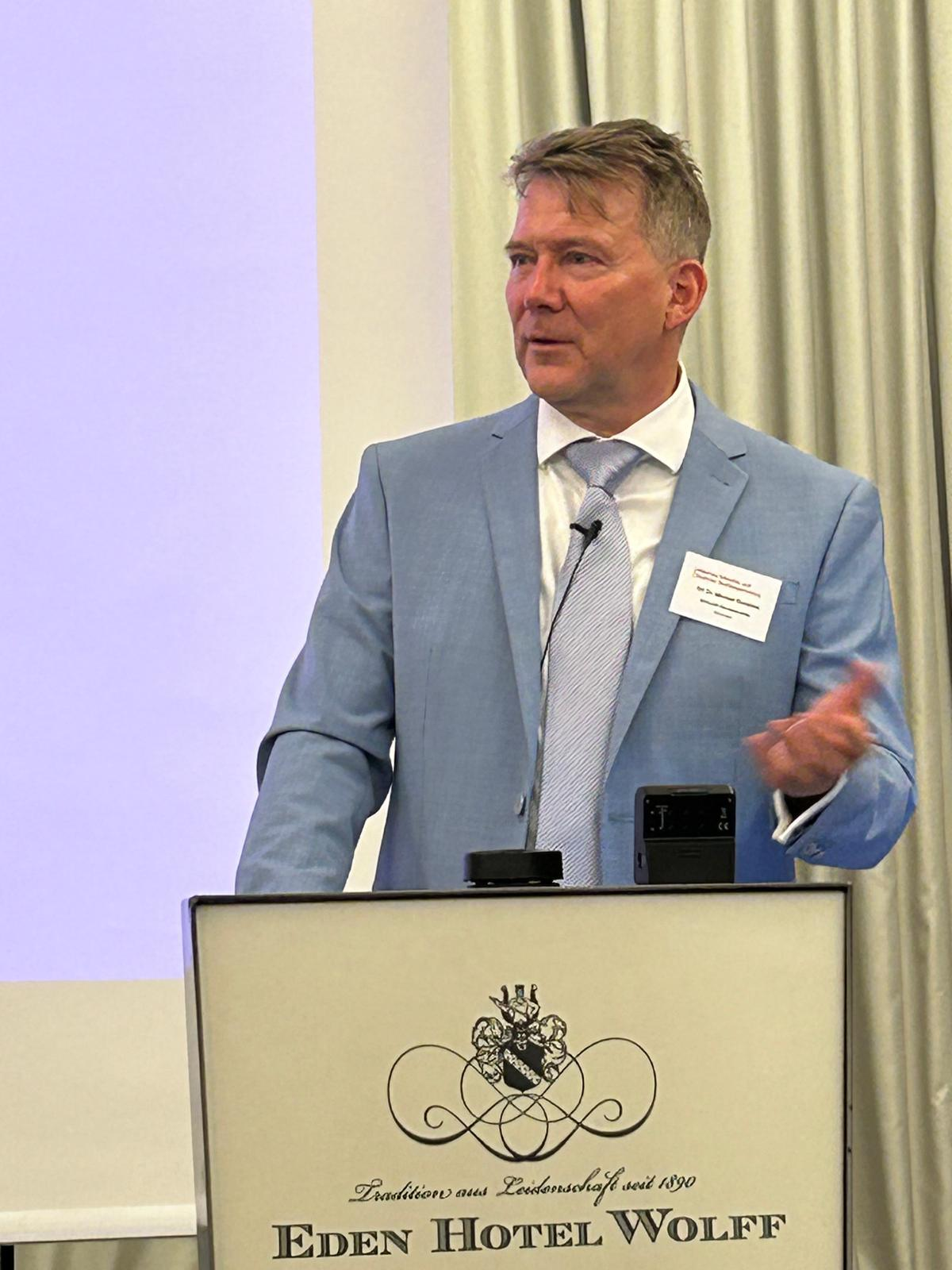
Michael Bonefeld, 2024

Michael Heinz Bonefeld (* 23. April 1964 in Verl, Nordrhein-Westfalen) ist ein deutscher Rechtswissenschaftler.

## Leben
Michael Bonefeld studierte nach seinem Abitur am Evangelisch Stiftischen Gymnasium in Gütersloh zunächst an der Universität in Würzburg unter anderem Rechtswissenschaft und wechselte dann an die Universität Innsbruck. Das erste juristische Staatsexamen legte er anschließend an der Universität Göttingen ab, an der er Mitarbeiter am Lehrstuhl für Völkerrecht war. Nach einem Auslandsaufenthalt in London promovierte er an der Universität Hamburg (Max-Planck-Institut für ausländisches und internationales Privatrecht) zum Dr. iuris bei Ulrich Magnus auf dem Gebiet des nationalen und internationalen Testamentsvollstreckungsrechts.
Er war lange Jahre Lehrbeauftragter an der European Business School und ist derzeit Lehrbeauftragter an der Bergischen Universität Wuppertal am Lehrstuhl für Bürgerliches Recht und Unternehmensrecht. Sein Schwerpunkt liegt auf dem Gebiet des Erbrechts und der Vermögensnachfolge sowie der Rechtsmedizin, wobei er sich insbesondere mit Fehlern bei medizinischen Gutachten zur Frage der Geschäfts- und Testierunfähigkeit beschäftigt. Bonefeld ist Herausgeber der Zeitschrift Recht der Familienunternehmen (RFamU). Zudem ist er Begründer und ehemaliger Herausgeber und Schriftleiter der Zeitschrift für die Steuer- und Erbrechtspraxis (ZErb). Ferner ist er Begründer des Instituts für Erbrecht e. V. und Mitbegründer sowie Gründungsmitglied der Arbeitsgemeinschaft Erbrecht im Deutschen Anwaltverein. Seit Gründung ist er Präsident des Deutschen Nachlassgerichtstages e. V. und richtet jährlich den Deutschen Nachlassgerichts- und Münchner Erbrechtstag aus. Bonefeld ist seit 1994 zugelassener Rechtsanwalt.

## Publikationen (Auswahl)
Fachaufsätze auf dem Gebiet des Erb- und Erbschaftsteuerrechts sowie Familienrechts
- Zur Verwirkung des Vergütungsanspruchs eines Testamentsvollstreckers, Anmerkung zu OLG München, Urteil vom 07.04.2025 - 33 U 241/22, RFamU 2025, 232
- Erste Praxishinweise zu den neuen Empfehlungen des DNotV zur Vergütung des Testamentsvollstreckers, zus. mit J. Klinger, ZEV 2025, 155
- Die Vergütung des Testamentsvollstreckers bei Dauervollstreckung über Unternehmensanteile, zus. mit J. Klinger, RFamU 2025, 57
- Erbe trotz Scheidung? - Die unterschätzte Gefahr, RFamU 2024, 356
- Der neue Ehegatte als Störfaktor für die Unternehmensnachfolge, RFamU 2023, 408
- Latente Ertragsteuer und modifizierter Wertbegriff beim Pflichtteil, RFamU 2022, 463
- Die neue Bedarfsabfindung des BFH und ihre Auswirkung auf die Gestaltung von Eheverträgen für Unternehmer, zus. mit Daragan, RFamU 2022, 263, RFamU 2022, 364
- Die Vergütung des Testamentsvollstreckers bei Großnachlässen: ein Vorschlag für die Praxis, ZEV 2021, 153
- Nachlassverteilung durch Los, ZErb 2018, 3
- Regelungen der Verwaltungs- und Verfügungsbefugnisse in der Erbengemeinschaft – Ein Vorschlag für die Praxis, ZErb 2017, 121

Fachbücher auf dem Gebiet des Erbrechtes
- Hölscher, Becker, Bonefeld, Familienunternehmen, Nomos Verlag 2025, ISBN 978-3-7560-0833-9
- Boos, Bonefeld, Schlimpert, Schlünder, Siewert: Das modifizierte Ertragswertverfahren, C.H. Beck Verlag 2024, ISBN 978-3-406-81772-4
- Bonefeld, Ludwig Kroiß, Tanck: Der Erbprozess, Nomos Verlag, 6. Auflage 2023, ISBN 978-3-7560-0273-3
- Mayer, Bonefeld, Tanck: Testamentsvollstreckung, Nomos Verlag, 5. Auflage 2022, ISBN 978-3-8487-8369-4
- Bonefeld, Thomas Wachter: Der Fachanwalt für Erbrecht, ZErb-Verlag, 4. Auflage 2023, ISBN 978-3-95661-133-9
- Bonefeld: Kommentierung in Jürgen Damrau, Tanck: Praxiskommentar Erbrecht, §§ 2197 bis 2228 BGB, ZErb-Verlag, 4. Auflage 2020, ISBN 978-3-95661-080-6

Als Co-Autor der Schweizer Schriften zur Vermögensberatung und zum Vermögensrecht, herausgegeben von Hans Rainer Künzle
- Beiträge zum 1. Schweizerisch-deutschen Testamentsvollstreckertag 2017, Schulthess Zürich, ISBN 978-3-7255-7698-2
- Beiträge zum 2. Schweizerisch-deutschen Testamentsvollstreckertag 2018, Schulthess Zürich, ISBN 978-3-7255-7903-7
- Beiträge zum 3. Schweizerisch-deutschen Testamentsvollstreckertag 2020, Schulthess Zürich, ISBN 978-3-7255-8211-2
- Beiträge zum 5. Schweizerisch-deutschen Testamentsvollstreckertag 2023, Schulthess Zürich, ISBN 978-3-7255-9903-5

## Auszeichnungen

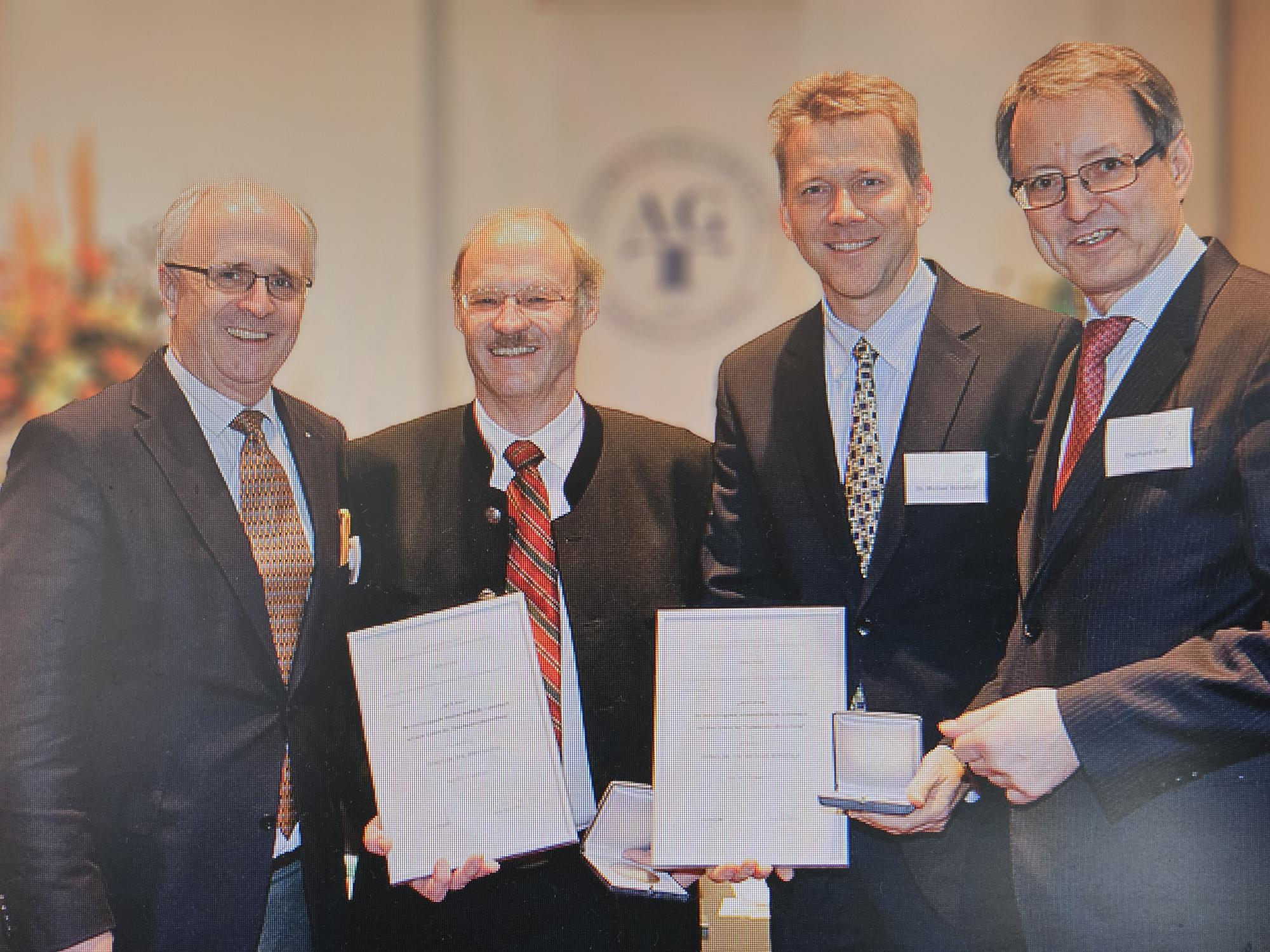
Verleihung des AGT Wissenschaftsehrenpreises an Jörg Mayer (2. v. l.) und Michael Bonefeld (2. v. r.)

- 2014: Wissenschaftsehrenpreis der Arbeitsgemeinschaft Testamentsvollstreckung und Vermögenssorge e.V. (AGT für herausragende wissenschaftliche Leistungen auf dem Gebiet der Testamentsvollstreckung und Vermögenssorge, zusammen mit Notar Jörg Mayer).[5]
- Preisträger der Max Friedländer Medaille des Bayerischen Anwaltsverbandes 2019/2020[6]

## Privates
Bonefeld ist Mitglied der katholischen Studentenverbindung K.D.St.V. Franco-Raetia im Cartellverband CV. Seit dem 19. Oktober 2015 ist er Träger des Goldenen Edelweißes ob seiner Verdienste um die Bergwacht Bayern als Vorsitzender der OH-DO-KWAN Stiftung.
Er ist Vater zweier Söhne.